# مسبار النقطة الساخنة
مسبار النقطة الساخنة (بالإنجليزية: Hot-point probe) هو طريقة سريعة تُستخدم لتحديد نوعية اشباه موصلات أي ما إذا كانت من النوع سالب أو من النوع الموجب.

## الاستخدام
تعتمد هذه الطريقة على استخدام جهاز لقياس فرق جهد كهربائي أو تيار بالإضافة إلى مصدر حراري مثل مكواة اللحام يُوضع على أحد أطراف العينة.
عند تسخين أحد الأطراف تؤدي الحرارة إلى زيادة عدد الحوامل الكهربائية الحرة إلكترونيات في النوع السالب والفجوات في النوع الموجب مما يدفعها إلى الحركة بعيدًا عن نقطة التلامس الساخنة هذا الانتقال يؤدي إلى توليد فرق في الجهد أو التيار بين طرفي العينة نتيجة لاختلاف تركيز الحوامل الكهربائية.
على سبيل المثال إذا وضُع وضع مصدر الحرارة على الطرف الموجب لجهاز مقياس الجهد الكهربائي الموصول بعينة من النوع السالب فستُسجّل قراءة موجبة للجهد ويُعزى ذلك إلى أن المنطقة المحيطة بالطرف الساخن تصبح مشحونة بشحنة موجبة، نتيجة لانجذاب الإلكترونات بعيدًا عن منطقة التسخين وتُعتبر آلية الحركة في هذه الحالة من نوع الانتشار وذلك لأن العينة شبه الموصلة تكون مطعّمة بشكل متجانس.